# Ласкавець Джерарда
Ласкавець Джерарда (Bupleurum gerardi) — вид квіткових рослин родини окружкових (Apiaceae).

## Біоморфологічна характеристика
Це однорічна рослина 20–40(70) см заввишки. Стебла трав'янисті, не дуже гіллясті. Листки 1–8 × 0.2–0.4 см, лінійні, найнижчі — з ледь помітною ніжкою, інші сидячі. Усі зонтики однаково розвинені, із 5–10 променями. Зонтички 4–8-квіткові. Квітки з жовтими пелюстками, рідше з червонуватими тонами, з темнішою середньою смугою або без неї. Плоди довгасто-еліпсоїдальні чи майже лінійні, до 3 мм завдовжки. 2n = 16.

## Поширення
Південь Європи, Лівія, захід Азії.
В Україні вид зростає на сухих схилах — у гірському Криму (крім яйли), рідко.